# So ist das Leben (1950)
So ist das Leben (Originaltitel: Trio) ist ein britischer Episodenfilm von den Regisseuren Ken Annakin und Harold French aus dem Jahr 1950 mit James Hayter, Kathleen Harrison, Jean Simmons, Michael Rennie sowie Nigel Patrick, Wilfrid Hyde-White und Anne Crawford in den Hauptrollen. Der Film wurde von Gainsborough Pictures für die Rank Organisation nach den Geschichten The Verger, Mr. Know-All und Sanatorium von W. Somerset Maugham produziert, der auch am Drehbuch mitarbeitete.

## Handlung
Der Autor W. Somerset Maugham stellt die drei Episoden selbst vor.
1. Das Geld liegt auf der Straße:
Der treue Kirchendiener Albert Foreman hat viele Jahre klaglos als Küster in St. Peter Neville seine Pflicht getan, nun, da der neue Pfarrer entdeckt, dass Foreman ein Analphabet ist, stellt er diesen vor die Wahl, entweder lesen zu lernen oder seine Stellung zu verlieren. Als Foreman dies als unmissverständliche Erpressung deutet und ablehnt, wird er ohne jede Barmherzigkeit aus dem Kirchendienst entlassen. Doch Albert hat Glück und lernt bald die warmherzige Emma kennen und lieben, die beiden heiraten und Foreman stellt mit Hilfe der lebenstüchtigen Wirtin eine erfolgreiche Ladenkette in ganz London auf die Beine. Als Foremans Bankmanager eines Tages seufzt und meint, was Foreman doch alles hätte werden können, hätte er nur lesen und schreiben gelernt, meint Foreman nur: „Kirchendiener in St. Peter Neville“!
2. So ist das Leben:
In der Erzählung „Sanatorium“ wird aus der Perspektive des an Tuberkulose erkrankten Schriftstellers Mr. Ashenden, der einen Aufenthalt in einem Lungensanatorium im Norden von Schottland gebucht hat, die Schicksale und Leiden mehrerer Personen erläutert. Zum einen wird die anrührende Liebesgeschichte zwischen dem Patienten Major George Templeton und der schönen Evie Bishop erzählt, zum anderen die heftigen kontroversen Diskussionen zwischen den beiden älteren verfeindeten und sich in Dauerfehde befindenden Patienten Mr. McLeod und Mr. Campbell beleuchtet. Schließlich ärgert sich der kränkelnde Mr. Chester mit Bitterkeit und Neid über die Besuche seiner fürsorgenden Frau die vor robuster Gesundheit nur so strotzt.
3. Herr Kelada weiß alles:
In der Geschichte „Mr. Know-All“, ist der zurückhaltende Mr. Gray gezwungen sich auf seiner Reise in den Mittleren Osten mit dem großspurigen Besserwisser Max Kelada, von Beruf Edelsteinhändler, auf einem ausgebuchten Ozeandampfer eine Kabine zu teilen. Dieser fällt bald den meisten Passagieren und vor allem Mr. Gray gehörig auf die Nerven, da er jede gesellige Zusammenkunft mit seiner vorlauten und burschikosen Art dominiert und sich als Experte zu allen Themen aufspielt. Bei der Passagierin Mr. Ramsay bemerkt er bald eine wunderschöne Perlenkette und lobt die feine Qualität dieser Kette. Mr. Ramsay, der seine Frau aus beruflichen Gründen zwei Jahre nicht gesehen hat, wettet mit ihm jedoch um 10 Pfund, dass es sich bei den Perlen nur um eine Fälschung handeln kann. Kaleda nimmt die Wette an und untersucht die Perlenkette mit fachmännischer Genauigkeit, registriert aber das zunehmende Unwohlsein von Mrs. Ramsay. Daraufhin gibt Kaleda plötzlich zu sich geirrt zu haben und bezahlt seine Wettschuld an den triumphierenden Mr. Ramsay. Als Gray und Kelada zurück in ihrer Kabine sind und unvermittelt eine 10 Pfundnote unter der Tür durchgeschoben wird, stellt Gray seinen Mitreisenden zur Rede. Der Fachmann irrt sich nie! Die Perlen sind in Wirklichkeit echt und sehr kostspielig und Kaleda fügt an, dass er eine solch schöne junge Frau aus egozentrischen Karrieremotiven nicht so lange allein gelassen hätte. Gray, der bis dahin seinen Zimmergenossen wegen seiner polternden und rechthaberischen Art ziemlich verabscheute, registriert mit einem Mal die feine Sensibilität des Mannes, lieber seinen eigenen Ruf als Fachmann in der Öffentlichkeit aufs Spiel zu setzen, als eine junge schöne und einsame Frau zu kompromittieren, da die Halskette nur von einem reichen Verehrer stammen konnte und fühlt für seinen Mitreisenden plötzlich Respekt und eine ihm vorher gänzlich unbekannte Sympathie.

## Kritiken
„Episodenfilm nach drei Erzählungen des englischen Schriftstellers Somerset Maugham. Ein in Charakterzeichnung und Darstellung bemerkenswerter Film, einfühlsam inszeniert, mit lebensnah und sympathisch gezeichneten Porträts. Die beiden letzten Episoden finden sich im Original in umgekehrter Reihenfolge. (Alternativtitel: "Trio - So ist das Leben")"“

## Produktionsnotizen
Für die Filmbauten war Maurice Carter zuständig. Die musikalische Leitung hatte Muir Mathieson. Tonmeister war Gordon K. McCallum, der für seine Arbeit 1951 für den Oscar in der Kategorie Bester Ton nominiert war. W.T. Partleton sowie Biddy Chrystal zeichneten für Maske und Frisuren verantwortlich. Für die Spezialeffekte sorgten Albert Whitlock und Bill Warrington. Die Kostüme lieferte Julie Harris. Produktionsleiter waren William N. Boyle und Douglas Peirce. Drehorte des Films waren die Pinewood Studios in Buckinghamshire in England.